# Station Les Bains-d'Évian
Station Les Bains-d'Évian is een voormalig spoorwegstation in de Franse gemeente Évian-les-Bains. Het station ligt aan de spoorlijn Longeray-Léaz - Le Bouveret. Het station is gesloten.  